# 不速之嚇
《不速之嚇》（英語：The Others）是一部2001年西班牙和美國合拍的有心理恐怖元素的超自然哥德恐怖電影。由亚历杭德罗·阿梅纳瓦尔編劇、執導和配樂。主演是妮歌·潔曼和菲奧娜拉·弗拉納根。

## 劇情
1945年，格蕾絲·斯圖爾特 (Grace Stewart) 有一天從二戰結束後的噩夢中醒來。她住在澤西島一個偏遠的鄉間別墅裡，這是一個以前被德國人佔領的海峽島嶼。她和她的兩個年幼的孩子安妮和尼古拉斯在一起，他們患有一種以光敏性為特徵的未指明疾病。 格蕾絲僱傭了三名新僕人——管家伯莎·米爾斯夫人、園丁埃德蒙·塔特爾和一個名叫莉迪亞的啞巴女孩。 米爾斯夫人向格蕾絲解釋說，她多年前曾在同一所房子里工作過。 當房子裡發生奇怪的事件時，格蕾絲開始擔心有不知名的“其他人”在場。安妮聲稱曾多次在房子裡看到一群人：一個男人、一個女人、一個老婦人和一個叫維克多的孩子，維克多聲稱“房子是他們的”。格蕾絲聽到腳步聲和不明聲音後，下令搜查房子。然後，她發現了一本19世紀的相冊，裡面有一些看起來正在睡覺的人的照片，但當她向米爾斯夫人詢問這件事時，米爾斯夫人解釋說這是一本死者之書，而且它們是屍體的照片。格蕾絲向米爾斯夫人詢問她以前在這所房子裡的經歷，米爾斯夫人講述了許多人因結核病爆發而離開。晚上，格蕾絲目睹了一架鋼琴自己彈奏，並確信這所房子鬧鬼。她跑到外面尋找當地的牧師來祝福這所房子。離開前，格蕾絲發現塔特爾在外面清理樹葉，並指示他檢查地面，看看是否有一個家庭的墳墓埋在那裡，還有一個名叫維克多的小男孩。她離開後，米爾斯夫人加入了他的行列，很明顯他正在堆放樹葉以隱藏墓碑，米爾斯夫人向他保證格蕾絲會及時了解無法解釋的事件背後的原因。在外面，在濃霧中，格蕾絲遇到了她的丈夫查爾斯，她認為他已經在戰爭中喪生。查爾斯在長期缺席後與他的孩子們打招呼，但在他短暫的逗留期間卻很疏遠。後來，格蕾絲（Grace）檢查了她的女兒安妮（Anne），她將她留在空餘房間裡玩耍。相反，令格蕾絲驚恐的是，她發現房間的地板上有一位老婦人穿著她女兒的聖餐禮服，上面披著面紗。 她質問老太婆：“你對我女兒做了什麼？” 但老太婆用安妮的聲音回答說：“我是你的女兒”。 格蕾絲驚恐地向老太婆下手，卻發現老太婆只是幻覺，格蕾絲無意中襲擊了自己的女兒。後來，安妮告訴她的哥哥，他們的母親像“那天”一樣發瘋了，但他不記得了。查爾斯說他必須前往前線，儘管格蕾絲聲稱戰爭已經結束。兩人擁抱在一起，一動不動地躺在床上。第二天早上，查爾斯離開了，孩子們尖叫著說窗簾沒有了，讓陽光進來了。格蕾絲指責僕人違背她的意願取下窗簾，並將他們趕出家門。那天晚上，孩子們偷偷溜到外面，發現地上的墓碑屬於最近被放逐的僕人。孩子們轉身看到僕人在霧濛濛的夜色中接近他們時，嚇得四處逃跑。與此同時，格蕾絲發現了一張從《亡靈之書》中滑出並掉落在家具下方地板上的照片。這張照片是米爾斯夫人、塔特爾夫人和莉迪亞夫人這三位僕人的屍體，他們在1891年肺結核爆發期間喪生。孩子們跑上樓躲在臥室裡，被“另一位”老婦人發現。米爾斯太太回到屋子裡，讓格蕾絲上樓去和入侵者談談。格蕾絲發現老婦人實際上是與維克多的父母進行降神會的靈媒，維克多的父母藉由自動書寫發現格蕾絲在絕望中用枕頭將她的孩子窒息而死，然後才自殺。 格蕾絲意識到“其他人”是搬進這所房子的家人，而她、她的孩子和僕人實際上已經死了。在展示了這種超自然和精神活動之後，維克多和他的家人騰出了房子，把它留給了它的前輩的鬼魂。然而，因為他們已經死了，安妮和尼古拉斯的鬼魂終於可以在陽光下玩耍。米爾斯夫人通知斯圖爾特夫婦，其他人會回到這所房子，他們將不得不學會共存，但格蕾絲不祥地說這所房子是他們的。就在她這麼說的時候，門口掛著一個“待售”的牌子。

## 演員
- 妮歌·潔曼 飾演 Grace Stewart
- 菲奧娜拉·弗拉納根 飾演 Bertha Mills
- 基斯杜化·艾克斯頓 飾演 Charles Stewart
- 伊蓮·卡西迪（英语：Elaine Cassidy） 飾演 Lydia
- 埃里克·賽克斯（英语：Eric Sykes） 飾演 Edmund Tuttle
- Alakina Mann 飾演 Anne Stewart
- 詹姆斯·本特利（英语：James Bentley (actor)） 飾演 Nicholas Stewart
- Alexander Vince 飾演 Victor Marlish
- 基思·艾倫（英语：Keith Allen (actor)） 飾演 Mr. Marlish
- 米歇爾·費爾利（英语：Michelle Fairley） 飾演 Mrs. Marlish
- Renée Asherson（英语：Renée Asherson） 飾演 年老的女士

## 外部連結
- 官方网站
- 互联网电影数据库（IMDb）上《不速之嚇》的资料（英文）
- Box Office Mojo上《不速之嚇》的資料（英文）
- 豆瓣电影上《不速之嚇》的資料 （简体中文）
- 爛番茄上《不速之嚇》的資料（英文）
- Metacritic上《不速之嚇》的資料（英文）